# Yakassé-Attobrou
Yakassé-Attobrou  è una città, sottoprefettura e comune della Costa d'Avorio, situata nella regione di La Mé. È capoluogo dell'omonimo dipartimento e conta una popolazione di 44 082 abitanti (censimento 2014).